# طاهر علاء الدين الجيلاني
السيد طاهر علاء الدين الجيلاني البغدادي (18 حزيران / يونيو 1932 – 7 حزيران / يونيو 1991) يشار إليه رسمياً بـقداسته، قدوة الأولياء نقيب الأشراف حاصور بير سيدنا طاهر علاء الدين الغيلاني القادري البغدادي, كان قديسًا صوفيًا عاش في القرن العشرين وكان رئيس القادرية للطريقة الروحية. كان هو القيّم على ضريح غوس-إ-عزام عبد القادر جيلاني وقد قبله الكثيرون كمصلح في الصوفية و الطريقة. ولد في بغداد في 18 يونيو 1932، يتتبع نسبه سبع عشرة خطوة إلى عبد القادر جيلاني و 28 خطوة إلى نبي الإسلام محمد.
في عام 1956، غادر الجيلاني بغداد وهاجر إلى باكستان، حيث استقر بشكل دائم في كويته. مكث في باكستان حتى توفي في يونيو 1991 في ألمانيا، ثم دفن في وقت لاحق في لاهور، باكستان. كان لديه ثلاثة أبناء، السيد محمود محيي الدين الجيلاني القادري، السيد عبد القادر جمال الدين الجيلاني القادري والسيد محمد ضياء الدين الجيلاني القادري، الذين نشروا تعاليم السلسلة القادرية الطاهرية.

## الخلفية والتعليم
جاء الجيلاني من عائلة عراقية هي الحامية لضريح عبد القادر جيلاني. هو الأصغر من بين ستة أبناء نقيب الأشراف محمود حسام الدين الجيلاني القادري. كان جده، نقيب الأشرف عبد الرحمن الجيلاني، أول رئيس وزراء للعراق (11 نوفمبر 1920 - 20 نوفمبر 1922) بعد حل الإمبراطورية العثمانية. أما خادم الحرمين الشريفين الحالي عبد القادر جيلاني فهو أخوه الأكبر، النقيب الأشراف السيد أحمد ظفر الغيلاني، الذي عمل أيضاً سفيراً للعراق في باكستان من عام 1978 حتى عام 1992.
عندما كان طفلاً، كان الغيلاني يقضي الليل بأكمله وحده في عزلة عند ضريح سلفه الشيخ عبد القادر جيلاني. تلقى تدريبه الروحي وتوجيهه مباشرة من والده نقيب الأشراف السيد محمود حسام الدين الجيلاني القادري، الذي كان صوفيًا وصيانيًا لضريح عبد القادر جيلاني. أكمل الغيلاني دراساته الدينية التقليدية الأخرى في مدرسة سيد سلطان علي في بغداد، حيث درس تحت إشراف علماء العراق بما في ذلك سيد علي أفريدي وقاسم القيس وخليل الرفاعي ومفتي العراق.

## الهجرة
في عام 1956، غادر الجيلاني مدينة بغداد وهاجر إلى باكستان بعد تلقي أوامر روحية من عبد القادر جيلاني. أكمل الغيلاني لأول مرة 40 يومًا من العزلة (شيلا) في ضريح القديس صوفيا داتا غانج باكش علي الهويجوي في لاهور. ثم أستقر في كويتا، حيث أسس مدرسة دربار الغوسية الدينية. تكريماً لوجود الجيلاني، أعادت حكومة بلوشستان تسمية الطريق إلى طريق الجيلاني. أصبحت دار غاروسيا مقرًا رسميًا للطريقة القادرية في شبه القارة ولا يزال يديرها أبناء الجيلاني.[بحاجة لمصدر]
وقد قام بزيارة شخصية من الرئيس العام أيوب خان للترحيب به في باكستان. الجنرال أيوب خان تعهد بيث (يمين الولاء) في الطريقة القادرية على يد الجيلاني. وقد زار الجيلاني الرؤساء والسياسيين وزعماء القبائل وعلماء الدين لصلواته ونصائحه وتوجيهاته. ومن المعروف أيضا بأن الرئيس الباكستاني ضياء الحق قد تعهد بالبيث على يد الجيلاني في حين أن قادة مثل الرئيس صدام حسين, وسلطان البروناي، ذو الفقار علي بوتو و ميان نواز شريف, أن زاروه أو أتصلوا به.[بحاجة لمصدر]

## الحياة
على خطى سلفه عبد القادر الجيلاني، قضى الجيلاني معظم حياته في خلوة (العزلة الروحية) والقيام بالمجاهدين (المناورات الروحية). لا يعرف الكثير عن حياة الجيلاني لأنه كان يحظر على متابعيه منعًا شديدًا من الكتابة عنه. كان الجيلاني صارمًا للغاية في الألتزام بقوانين الشريعة والطريقة، وحتى وفاته عمل بلا كلل على نشر تعاليم جدّه عبد القادر الجيلاني والمشاكي الآخر لمسار القادرية. شجع الوحدة الإسلامية وكثيراً ما كان يرفع صوته ضد الأعمال التي أعتبرت أبتكارات وطقوس سيئة قد تسللت إلى داخل التصوف. 
منذ صغره، بدأ بجولة في جميع أنحاء العالم لنشر الإسلام وتعاليم الطريقة القادرية. وشملت زياراته المملكة العربية السعودية والهند وبنغلاديش والمملكة المتحدة وألمانيا ومصر وكندا وإندونيسيا وسنغافورة والنرويج وهولندا وبلجيكا وسريلانكا ودول الخليج. خلال زيارة الجيلاني لسيلان في عام 1958، أنشأ دار رعاية في سيلان للأطفال المحتاجين والأيتام.
عندما زار الجيلاني الهند في عام 1952، زار مدينة بريلي بدعوة من المفتي محمد مصطفى رضا خان نوري قادري، مفتي الهند. عندما وصل الجيلاني إلى بريلي، تم رفع سيارته من قبل مئات الآلاف من المصلين ونقله إلى مقر المفتي مصطفى رضا خان. يقال بأن المفتي مصطفى رضا خان كان يحترم الجيلاني الذي بقي حافي القدمين طوال فترة إقامته ووقف لخدمته. في هذه المناسبة مولانا مصطفى رضا خان كما قدمت العديد من أفراد عائلته تعهد بالبيث على أيدي الجيلاني بما في ذلك تيار مفتي الهند المفتي أختر رضا خان القادري الأزهري. خلال هذه الزيارة إلى الهند، زار الجيلاني رؤساء كبرى الطرق الصوفية هناك، بما في ذلك عبد القدير بادايوني قدري ومحمد عبد القدير الصديقي القادري.
في الستينيات، تمت دعوة الجيلاني إلى مدينة فيصل آباد من قبل باحث كبير في باكستان محمد عزام الباكستاني مولانا سردار أحمد قادري لحضور حفل أفتتاح جامعة رضيا. للترحيب بالجيلاني وبروتوكولاته، رتب مولانا سردار أحمد قدري لفافات الحرير الأبيض لنشر الرحلة بأكملها من مدرسته إلى محطة سكة الحديد. وتفيد التقارير بأن بقعة صغيرة قد أزيلت بالقرب من باب المدرسة، وركع مولانا سردار أحمد قادري وأستخدم لحيته في تنظيف هذه المنطقة.
بعد الأنتهاء من بناء ثلاثة طوابق، كان الجيلاني يجلس على القمة ومغطى ببتلات الورود، وجلس مولانا سردار أحمد قادري وغيره من المشايخ تحت قدميه في الطابق الثاني، ووضع مولانا سردار أحمد أبنائه وطلابه على المستوى الأخير. وفي ختام اللقاء، لم يكن من الممكن السيطرة على الحشود، حيث أندفعوا على أمل لقاء أو لمس الجيلاني، لذلك أمر مولانا سردار أحمد بهدم جدار جانبي حتى يتمكن الجيلاني من المغادرة بأمان.
تمت دعوة الجيلاني كـ«ضيف رئيسي» إلى المؤتمرات والفعاليات، على المستوى الوطني والدولي. ومن بين هذه المؤتمرات المؤتمر الدولي لختم النوبات الذي عقد في منارة باكستان، الذي أقيم في مينهاج الدولية في لاهور في عام 1984، المؤتمر الدولي لمناهج القرآن الذي عقد في لاهور عام 1987، ومؤتمر الحجاز الذي عقد في لندن والمؤتمر الدولي التاريخي منهج القران الذي عقد في ملعب ويمبلي، لندن في عام 1988 

## الزواج والأطفال
تزوج الجيلاني صاحبة السمو الملكي الاميرة منور سلطان - أبنة صاحب السمو الملكي خان عزام مير أحمد يار خان من كلات. من هذا الزواج، طاهر علاء الدين القادري الجيلاني لديه ثلاثة أبناء وثلاث بنات.
- السيد محمود محي الدين الجيلاني (ولد في 14 تموز / يوليو 1968)
- السيد عبد القادر جمال الدين الجيلاني (ولد في 4 حزيران / يونيو 1969)
- السيد محمد ضياء الدين الجيلاني (ولد في 28 أيار / مايو 1976)

## الأطفال
تبع الأبناء الثلاثة خطى والدهم وأسلافهم وكرسوا حياتهم لنشر طريقة القادرية. لهذا الغرض، يزورون أماكن في جميع أنحاء باكستان وخارجها ويديرون البيث في السلسلة القادرية الطاهرية.
- الأبن الأكبر، السيد محمود محي الدين الجيلاني ولد في 14 يوليو 1968. ولديه ثلاثة أبناء. السيد طاهر حسام الدين الجيلاني، السيد عبد الرحمن سيف الدين الجيلاني والسيد أحمد نور الدين الجيلاني. السيد محمود محي الدين الجيلاني كرس وقته للتدريب الروحي ورفاه أتباعه. لديه دائرة مؤلفة من عشرات الآلاف من الأتباع في جميع أنحاء العالم، ويقام في مناسبات سنوية مثل ليلة القدر، يزوره آلاف الأشخاص لزيارة ضريح الجيلاني في لاهور ليعهدوا بيث على يديه [14]
- الأبن الوسط، السيد عبد القادر جمال الدين الجيلاني ولد في الرابع من يونيو عام 1969. ولديه أبن واحد وهو يحيى شمس الدين الجيلاني الذي ولد في 22 فبراير 2010. وقد أكمل شهادة الماجستير في اللغة الإنجليزية والشؤون الخارجية وهو وزير الجمعية الوطنية (MNA).[15] سافر عبر باكستان وبقية العالم لنشر تعاليم الطريقة القادرية. السيد عبد القادر جمال الدين الجيلاني لديه دائرة من الأتباع في جميع أنحاء العالم، الذين يزورونه لصلواته ومساعدته وتوجيهه. يتدفق الناس من جميع مناحي الحياة إلى مقر الأسرة الرسمي في كراتشي (الجيلاني)، لرؤيته والتعهد بيث في يديه.
- الابن الأصغر، السيد محمد ضياء الدين الجيلاني ولد في 28 أيار / مايو 1976. لديه أبن واحد، السيد طاهر علاء الدين الجيلاني الذي ولد في 12 حزيران / يونيه 2008. وقد أكمل الماجستير في الدراسات الباكستانية بالإضافة إلى حصوله على ليسانس الحقوق. السيد محمد ضياء الدين الجيلاني يقضي معظم وقته في خلوة (العزلة الروحية) في كويتا، ولكن من وقت لآخر يقوم بجولات في الخارج لنشر الطريقة القادرية. لديه أيضاً دائرة كبيرة من المصلين في جميع أنحاء العالم

## النواب الروحيين
في عام 2007، قام أبن الجيلاني السيد محمد ضياء الدين القادري الجيلاني بأفتتاح درب الغوسية القادرية التحيرية في برادفورد، إنجلترا. يدير دربار بتوجيه من سيد خالد علي طاهري قادري (ساجدة ناصية درب الغادية القادرية الطاهرية في المملكة المتحدة) بعد حصوله على موافقة من أبناء الجيلاني الثلاثة. سيد خالد علي طاهري قادري هو واحد من أقرب الطلاب للجيلاني وقد تلقى تدريبه الروحي وتفويضه مباشرة اً منه. بدأ في خدمة الجيلاني في سن صغيرة، وعُيّن مدرسًا شخصيًا للسيد محمد ضياء الدين القادري الغيلاني خلال طفولته. سيد خالد طاهري هو الممثل الوحيد للجيلاني في المملكة المتحدة وأوروبا والولايات المتحدة.
في عام 2011، زار السيد محمد ضياء الدين القادري الجيلاني برادفورد للمرة الثانية، حيث ترأس مؤتمراً سنوياً يقام على يد السيد خالد علي الطاهري لإحياء ذكرى وفاة الشيخ السيد طاهر علاء الدين الجيلاني خلال هذه الزيارة زار أيضاً داربار الغوسية القادرية التحليلية البريطانية ومقر إقامة السيد خالد علي الطاهري.

## يعمل
كتب الجيلاني الكتب خلال إقامته في باكستان. بعض من كتبه هي:
- محبوب سبحاني.
- تحفة التحيرية أو القادرية
- غوص العزام (بالإنجليزية)
- شجرة
- زيارات مقعدة مقدس
- تذكرة القادرية (بالأردية والبشتونية)
- وزیر القادرية (بالأردية)
- كتاب نيماز (بالأردية)

## وصلات خارجية
- الموقع الرسمي «السلسلة الصحيحة» القادرية بغداد
- الموقع الرسمي دربار-e-غوصية القادرية التحريرية المملكة المتحدة
- قناة يوتيوب من دربار الغوصية المملكة المتحدة